# 帕维尔·哈斯
帕维尔·哈斯（德語：Pavel Haas，1899年6月21日—1944年10月17日)，犹太血统的捷克作曲家。早年从雅纳切克学习，后从事商业经营，业余作曲。纳粹占领捷克后，1941年哈斯被送进集中营，1944年在奥斯维辛集中营被送进毒气室杀害。哈斯的创作风格接近其老师，他爱好中国文化，曾采用中国唐代诗人的作品谱成艺术歌曲，包括高适、崔颢和杜甫等（Čínské písně (Chinese Songs), Vocal, 4, 1919）。